# 普通社債
普通社債（ふつうしゃさい）とは、社債の一種で、事業債とも呼ばれている。英語ではSB（Straight Bond）と表記する。

## 概要
上場企業では、銀行からの借り入れ（間接金融）より、市場（ここでは主に証券取引所）を介して投資家から資金調達（直接金融）するメリットの方が大きい。これは、銀行から融資を受けるよりも低利率で資金調達できるからである。
投資家側から見ても、経営基盤のしっかりした信頼が置ける企業の普通社債であれば、銀行の定期預金より高利回りである上、償還まで待てばほぼ確実に元本が戻ることから、株式のようなリスク商品を敬遠する投資家でも買うケースが多い。ただし、発行元企業が倒産した場合は償還が不可能となり、投資資産は回収できない。安全性は高い（ローリスク）もののリスクはゼロではない。
転換社債や新株予約権付社債とは異なり、オプションが付かない普通の債券であるため、償還までに単価の変動はあるものの微々たるもので、元本に対する値上がり益を期待することはほぼ不可能である。
なお、盛んに普通社債を発行する企業は、過去に発行した分の償還資金を調達するため、また新たに普通社債を発行・募集している場合がある。

## 特徴
- 日本国内の企業が発行するものは、額面が1億円のものが多い。これは会社法702条の定める社債管理者の不設置要件を充足するためである。ただ、例外的に東京ガスや東京電力のように10万円の額面を発行する企業、100万円の額面を発行する企業もみられる。
- 発行額、運用期間（償還日）、利率は発行時に定められている。これらは途中で変更されることはない。
- 利率は発行する企業が自由に決められるが、経営基盤のしっかりした企業（債券格付け会社がAランクの格付けをする企業）であれば利率は低く、逆に新興企業や株価の安い企業など（BBB程度の格付けの企業）では利率が高くなる。これはリスクとリターンのバランスからくるもの。
- 普通社債の額面単価は100円である。運用が開始されると、日々額面単価は変動するが、償還時には必ず100円に戻る。
- 上場企業の普通社債は、償還まで持たずに途中で主に証券会社を通じて売却することも可能である。ただし、この場合元本割れする場合がある。
- 新規募集は銀行、証券会社などを通じて行われるが、取り扱い窓口が限られているため、どこでも申し込めるものではない。また、取り扱い窓口により割り当て額が異なる。
- 鉄道会社などが個人向けに社債を発行する場合、購入した投資家に対して抽選でプレゼントをつけることもある。